# 村上ゆき
村上 ゆき（むらかみ ゆき、1971年1月30日 - ）は、日本の歌手・シンガーソングライター・ピアニスト。
福岡県飯塚市出身、武蔵野音楽大学ピアノ科卒業。所属事務所はMSエンタテインメント、所属レコード会社はテイチクエンタテインメント。

## 人物
大学在学中より弾き語りを始め、ジャズピアニスト・ボーカリストとして活動。
2004年9月に1stアルバム『Both sides, now〜青春の光と影』をリリース。
また、CDデビュー前より現在まで、CMソングへの起用が多いことから、コピーライターの一倉宏に「おとなのCMソングNo.1歌姫」と名付けられた。
2011年、シンガーソングライター・樋口了一とユニット『エンドレスライス』を結成。オリジナル曲を制作しつつ、不定期でライブ活動を行っている。最近では、筑波大学のメッセージソングにも携わっている。ピアニストとして、アーティストのサポート活動も開始した。

## ディスコグラフィ

### アルバム
- 『Both sides, now〜青春の光と影』 - 2004年9月22日発売（ポリスター）
- 『While my piano gently weep』 - 2005年7月21日発売（ポリスター）
- 『夢で逢いましょう』 - 2006年7月19日発売（ポリスター）
- 『Friends』 - 2007年11月14日発売（ヤマハミュージック）
- 『1ミリのキセキ』 - 2009年1月21日発売（ヤマハミュージック）
- 『Watercolours』 - 2011年6月8日発売（ヤマハミュージック）
- 『おんがえし』 - 2012年11月21日発売（ヤマハミュージック）
- 『あなたに~村上ゆき柴田トヨさんをうたう』 - 2013年11月6日発売（MSエンタテインメント）
- 『Piano Woman〜友だちから〜』 - 2014年12月3日発売（テイチクエンタテインメント）
- 『大人ピアノカフェ』 - 2015年12月2日発売（PETIT CAFE RECORDS）

### 参加アルバム
- 『家族の肖像』 谷川俊太郎+谷川健作 - 2004年6月2日発売（ポリスター）
- 『谷川俊太郎 ソング・ブック』同上 - 2005年10月19日発売（ポリスター）
- 『結婚写真』エンドレスライス - 2014年10月29日発売（テイチクエンタテインメント）
- 『SnowSteps2』スノーステップス- 2018年3月24日発売（ナンシヨンレコード）
- 『阿蘇〜あの橋をいつかあなたと』すずらん- 2018年4月14日発売（ナンシヨンレコード）

### DVD
- 『IMAGINE THE FUTURE～未来を想え』　筑波大学メッセージソング 2014年（非売品）

### CMソング起用
- NTT東日本『企業CM』 - 『Times go by』『Our House』
- ニッカウヰスキー『ブラックニッカ クリアブレンド』- 『夢で逢いましょう』
- 三越『お中元／お歳暮』 - 『Friends』
- JT『マナーを携帯しよう』 - 『Both sides,now』
- 積水ハウス『シャーウッド』 - オリジナル曲／『「家に帰れば、積水ハウス。」IS篇』 - 『積水ハウスの歌』（作曲：小林亜星、詞はオリジナル）- 企業CM「積水ハウスの歌2012」篇（2012年）「積水ハウスの歌 デュエットヴァージョン」曽我部恵一とデュエット
- ライオン『バファリン』 - 『恋+薬』
- 東武鉄道『スペーシア』- 『私を連れて帰ろう』（作詞：大貫妙子、作曲：村上ゆき）
- 愛知銀行
- 富士通『富士通らくらくホン』
- AQUOS『AQUOS（「省エネいちばん。」篇)』- 『おかえりなさい』
- ワコール『Salute&Filly)』店頭PV音楽
- グランドティアラ『ウエディングを楽しもう』

## ラジオ
- 村上ゆきのスローリビング TBSラジオ(2011年4月10日 - 2021年3月28日)